# Lijst van beschermd erfgoed in Assesse
Onderstaande tabel geeft een overzicht van de beschermde erfgoederen in de gemeente Assesse. Het beschermd erfgoed maakt deel uit van het cultureel erfgoed in België.
| Object | Bouwjaar/architect | Deelgemeente | Adres                                                      | Coördinaten                   | Nummer?                | Afbeelding |
| --- | ------------------ | ------------ | ---------------------------------------------------------- | ----------------------------- | ---------------------- | --- |
| Sint-Egidiuskapel (monument) ensemble van de kapel en omgeving (site) | 1731               | Assesse      | Mianoye                                                    | 50° 20' 40" NB, 5° 1' 18" OL  | 92006-CLT-0001-01 Info | Sint-Egidiuskapel (monument) ensemble van de kapel en omgeving (site) |
| Kasteelhoeve van Courrière (monument) |                    | Courrière    | Rue Bâtis de Corrère 6                                     | 50° 22' 42" NB, 4° 59' 2" OL  | 92006-CLT-0002-01 Info | |
| Ensemble van de kasteelhoeve en de omliggende terreinen (site) |                    | Courrière    | Rue Bâtis de Corrère 6                                     | 50° 22' 44" NB, 4° 58' 45" OL | 92006-CLT-0003-01 Info | |
| Parochiekerk Sint-Martinus (monument) |                    | Crupet       | Rue Haute                                                  | 50° 20' 54" NB, 4° 57' 39" OL | 92006-CLT-0004-01 Info | Parochiekerk Sint-Martinus (monument) |
| Ensemble van Sint-Martinuskerk, de oude begraafplaats ernaast, de pastorie, het kerkplein en de linde (site) |                    | Crupet       | Rue Haute                                                  | 50° 20' 54" NB, 4° 57' 37" OL | 92006-CLT-0005-01 Info | Ensemble van Sint-Martinuskerk, de oude begraafplaats ernaast, de pastorie, het kerkplein en de linde (site) |
| De donjon van Crupet en bijgebouwen (monument) ensemble van de donjon, zijn bijgebouwen en het omliggende terrein (site) |                    | Crupet       | Rue Basse 18-19                                            | 50° 21' 1" NB, 4° 57' 38" OL  | 92006-CLT-0006-01 Info | De donjon van Crupet en bijgebouwen (monument)ensemble van de donjon, zijn bijgebouwen en het omliggende terrein (site) |
| Twee lindes tegenover de Sint-Genovevakerk (site) |                    | Florée       | Rue du Parvis                                              | 50° 22' 20" NB, 5° 4' 11" OL  | 92006-CLT-0007-01 Info | Twee lindes tegenover de Sint-Genovevakerk (site) |
| Wegkruis (monument) Ensemble van het kruis en twee lindes (site) |                    | Florée       | Chaussée de Dinant                                         | 50° 22' 33" NB, 5° 4' 9" OL   | 92006-CLT-0008-01 Info | |
| Parochiekerk Sint-Martinus (monument) |                    | Maillen      | Ivoy                                                       | 50° 21' 49" NB, 4° 56' 30" OL | 92006-CLT-0009-01 Info | Parochiekerk Sint-Martinus (monument) |
| Kasteel en hoeve van Arche: gevels en daken (monument) ensemble van de gebouwen en omliggende terreinen (site) |                    | Maillen      | Arche                                                      | 50° 22' 29" NB, 4° 56' 42" OL | 92006-CLT-0010-01 Info | |
| Kasteel van Ronchinne: gevels en daken, grote zaal op de eerste verdieping in de zuidoosthoek, de pilasters en de twee roosters, alsook buitengevels, daken en twee torens van de hoeve (monument) ensemble van deze gebouwen en de omgeving (site) |                    | Maillen      | Ronchinne                                                  | 50° 21' 21" NB, 4° 55' 56" OL | 92006-CLT-0011-01 Info | Kasteel van Ronchinne: gevels en daken, grote zaal op de eerste verdieping in de zuidoosthoek, de pilasters en de twee roosters, alsook buitengevels, daken en twee torens van de hoeve (monument)ensemble van deze gebouwen en de omgeving (site) |
| Parochiekerk Sint-Quintinus en kerkhofmuur |                    | Courrière    | Rue Bâtis de Corrère                                       | 50° 22' 41" NB, 4° 59' 4" OL  | 92006-CLT-0012-01 Info | Parochiekerk Sint-Quintinus en kerkhofmuur |
| Ensemble van de "voûte de Wagnée" en de gemeenteweg "du Moulin" ten zuiden ervan tot aan de kruising met de oude weg nr. 14, en ten noorden ervan over de vijftien meter waar hij wordt begrensd door keermuren (site)                              |                    | Florée       | Wagnée                                                     | 50° 23' 1" NB, 5° 4' 14" OL   | 92006-CLT-0013-01 Info | |
| Parochiekerk Sint-Genoveva: gevels, daken en stucwerk, alsook de kerkhofmuur (monument) hoeve van de Monniken en pastorie (architecturaal geheel)                                                                                                   |                    | Florée       | Rue du Parvis z.nr. Rue du Parvis 5 Rue Sainte-Geneviève 6 | 50° 22' 21" NB, 5° 4' 12" OL  | 92006-CLT-0015-01 Info | Parochiekerk Sint-Genoveva: gevels, daken en stucwerk, alsook de kerkhofmuur (monument) hoeve van de Monniken en pastorie (architecturaal geheel)                                                                                                  |
| Bos van Roches (site) |                    | Crupet       |                                                            | 50° 20' 21" NB, 4° 54' 21" OL | 92006-CLT-0016-01 Info | |
| Grot van trou d'Haquin (site) |                    | Maillen      |                                                            | 50° 22' 7" NB, 4° 54' 16" OL  | 92006-CLT-0017-01 Info | |